# 集音器
集音器（しゅうおんき）とは、放物面を持った物体の焦点にマイクロフォンを設置して、特定方向からの音波を集める器具である。
放送衛星からの電波を集めるパラボラアンテナは、電波を放物面で反射させて焦点に集めるが、集音器はパラボラ型の反射器を音波の方向に向け、正面の焦点に音波を集める。焦点部に無指向性のマイクロフォンを設置すると、集音器を向けた方向の音声を集めることができる。
雑踏の中でのスピーチ集音など、放送・録音に多く使われていたが、「ガンマイク」と呼ばれる超指向性のマイクロホンが高性能化すると、パラボラ面を必要とする集音器は、重さ・大きさ・テレビ画面への写りこみの悪さが嫌われるようになり、ごく限られた用途にしか利用されていない。
かつてはSONYを始めとする数社からハイアマチュア「生録マニア」向けにパラボラ集音器が発売されていたが、現在生産・販売は終了している。放送業務用には、高砂製作所が直径約50cmの集音器「MG-506型」を製作・販売している。
集音器に使用するマイクロフォンは、手持ち型の無指向性マイクが最適。単一指向性マイクを利用すると、音波反射の特性上、低音で特性が劣化する。